# Joseph Elanga
Joseph Elanga Fils (født 2. maj 1979) er en tidligere camerounsk fodboldspiller, spillede i Malmö FF i den svenske liga Allsvenskan samt de danske klubber Brøndby IF og AC Horsens. 
Elanga står (pr. august 2010) noteret for 17 kampe for Camerouns landshold, som han debuterede for helt tilbage i 1997. Han var en del af sit lands trup til VM i 1998 i Frankrig.